# Atomaria fulvipennis
Atomaria fulvipennis is een keversoort uit de familie harige schimmelkevers (Cryptophagidae). De wetenschappelijke naam van de soort werd in 1846 gepubliceerd door Carl Gustaf Mannerheim.